# Marek Fijałkowski (muzyk)
Marek Fijałkowski – wokalista, muzyk grający na perkusji i trąbce, autor tekstów i muzyki, juror wielu przeglądów piosenki, konferansjer.

## Życiorys artystyczny

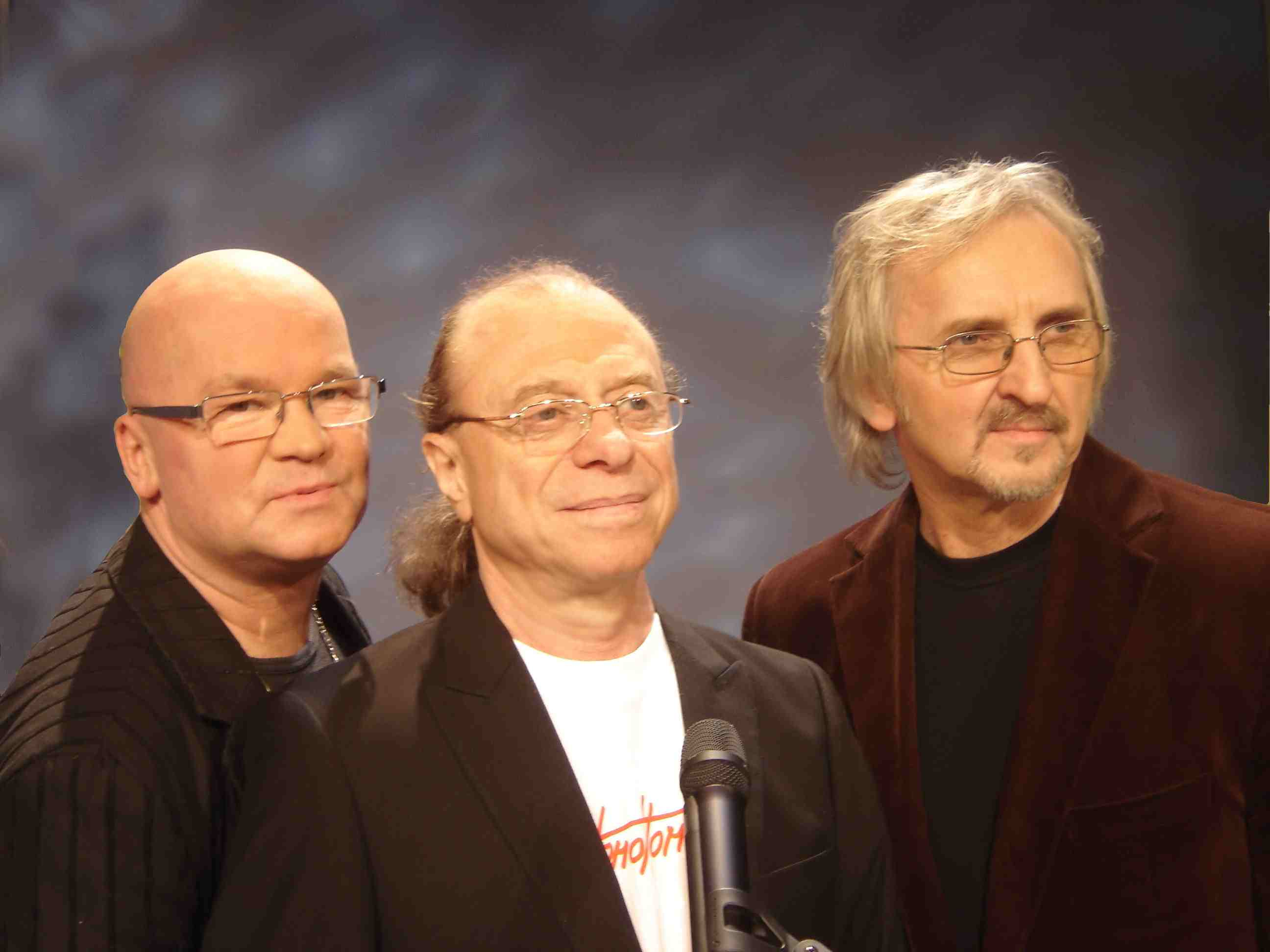
Grupa Homo Homini w TVP Lublin w 2008r. Na zdjęciu od lewej Piotr Nagiel, Aleksander Nowacki i Marek Fijałkowski

Jest związany z grupą Arianie, z którą zagrał wiele koncertów w kraju i za granicą. Jest jedynym muzykiem, który gra w tym zespole od początku i jak stwierdził „są to cudowne, ciągle młode lata”.
Grał również wspólne koncerty i trasy koncertowe z gwiazdami polskimi i zagranicznymi takimi jak: Czerwone Gitary, Jiri Korn, No To Co, Happy End, Homo Homini, Niebiesko-Czarni, Skaldowie, Trubadurzy.
Współpracował z Polskim Stowarzyszeniem Jazzowym, czego efektem były koncerty w Dyskotekach „Cyrku Salto” w Warszawie i Świnoujściu obok Czesława Niemena, Stana Borysa, grupy Samuels oraz w warszawskim Klubie „Stodoła”.       
Występował w wielu krajach Europy (Czechy, Słowacja, Niemcy, Szwecja, Finlandia, Belgia). Jako muzyk sesyjny nagrywał utwory instrumentalne i piosenki z innymi artystami, które do dzisiaj są emitowane na antenie Polskiego Radia i Telewizji.

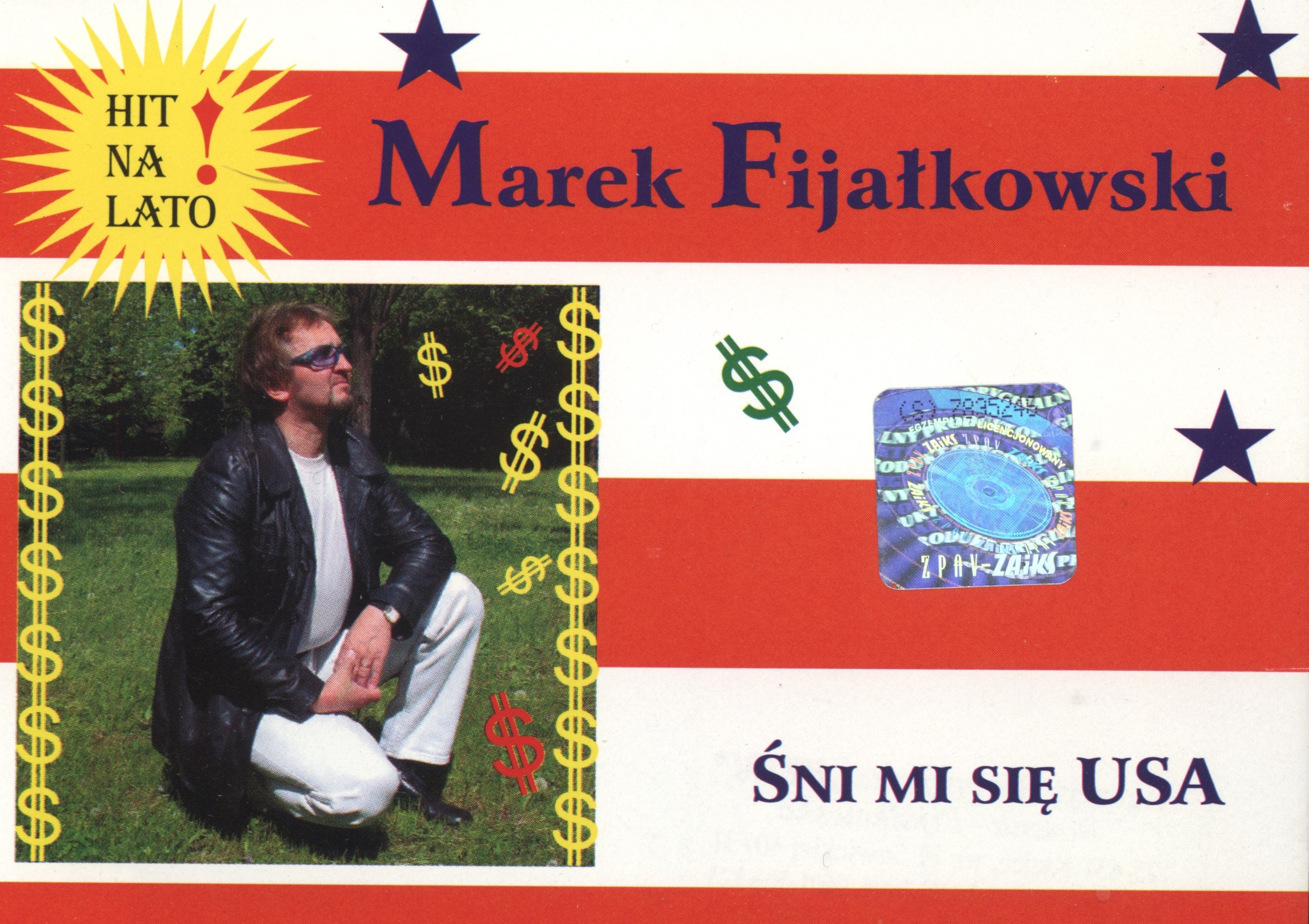
Marek Fijałkowski - Śni mi się USA

Wydał dwa single: „Ze mną będziesz” i „Śni mi się USA” oraz kasetę pt. „Taka trudna miłość”, tytułowa piosenka znalazła się na płycie, którą Radio Kielce wydało z okazji 50-lecia. Piosenka "Śni mi się USA" została "Przebojem Lata 2001" w plebiscycie słuchaczy "Radia Kielce".
Marek Fijałkowski pisze teksty piosenek, często do własnej muzyki. 
Od kilku lat również śpiewa i gra w kultowej grupie Homo Homini, z którą wystąpił w „Wideotece Dorosłego Człowieka”, Teleexpressie oraz w wielu regionalnych oddziałach TVP (Lublin, Łódź, Kielce). Na płycie „Homo Homini Reaktywacja” są dwie piosenki z tekstami Marka Fijałkowskiego: „Lato czeka” oraz „O dziewczynie i o chłopcu”.
Marek Fijałkowski jest Członkiem Związku Artystów Scen Polskich - Sekcja Estrady. Od 18 września 2023 roku został Członkiem Zarządu Sekcji Estrady ZASP.
Marek Fijałkowski regularnie uczestniczy w wydarzeniach organizowanych przez Domy Pomocy Społecznej, gdzie zapewnia oprawę muzyczną i pełni rolę konferansjera.

## Odznaczenia i nagrody
Za pracę społeczną dla dobra dzieci mieszkających w domach dziecka uhonorowany został 12 listopada 2009 odznaką „Przyjaciel Dziecka”. 

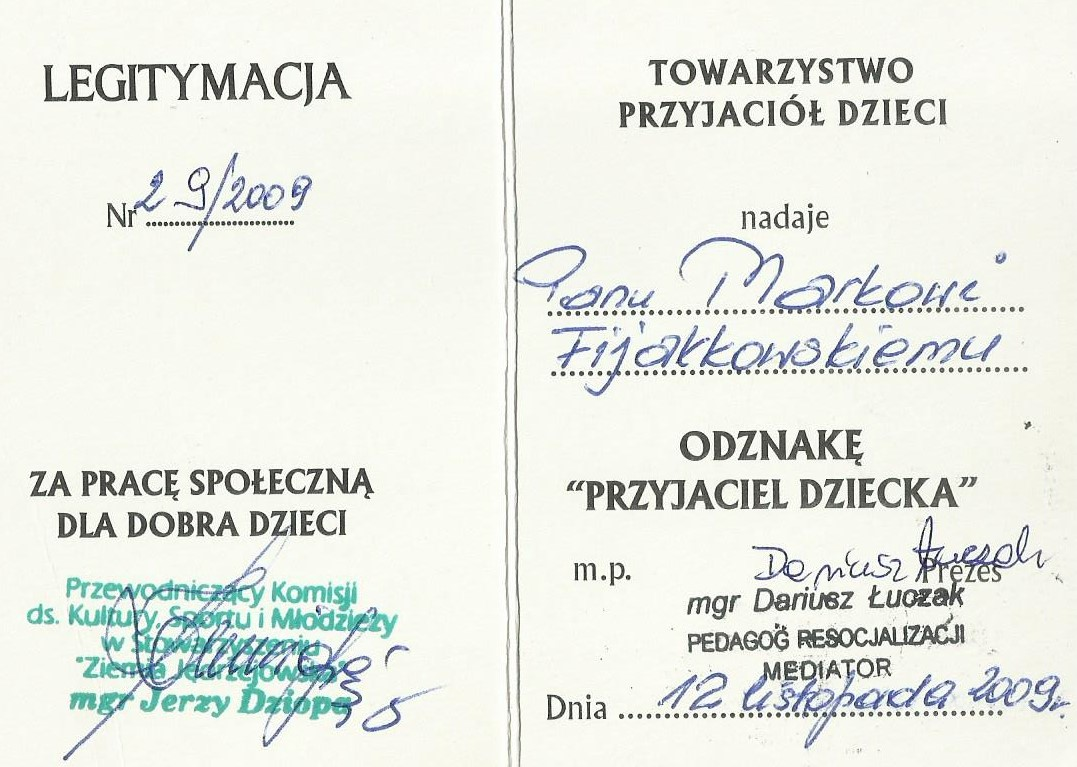
Legitymacja Marka Fijałkowskiego wydana przez Towarzystwo Przyjaciół Dzieci potwierdzająca otrzymanie odznaki "Przyjaciel Dziecka"
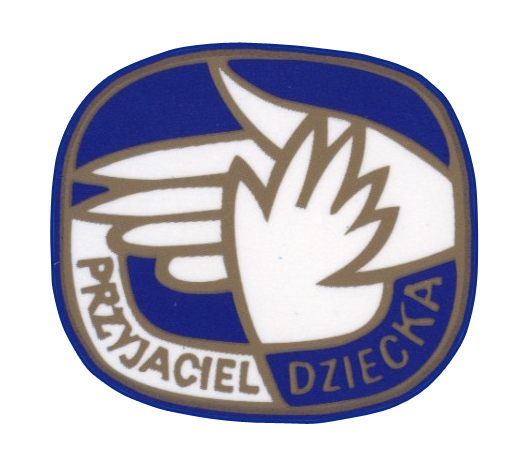
Odznaka "Przyjaciel Dziecka" otrzymana przez Marka Fijałkowskiego

W czerwcu 2020 z okazji Święta Kielc Prezydent Miasta odznaczył Marka Fijałkowskiego nagrodą II stopnia ludziom kultury.